# Sharq El Owainat

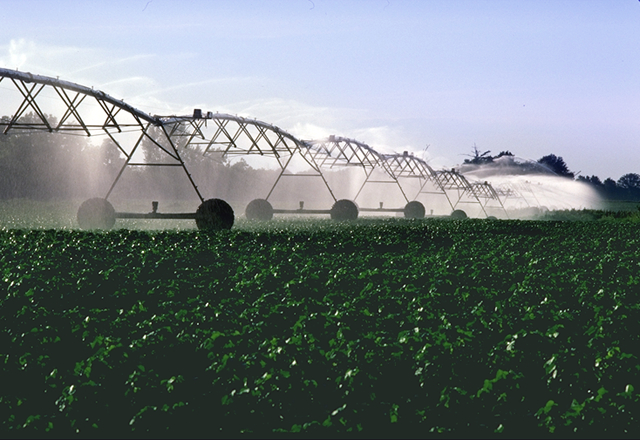
Sistema de riego en East Owainat.

Sharq El Owainat está situado en la Gobernación del Nuevo Valle de Egipto en el sudoeste del país, entre el Nilo y Libia.
Junto con Toshka, Sharq El Owainat forma la parte más grande del Canal de Toshka que consiste en construir un sistema de canales para transportar agua del Lago Nasser para regar el Desierto Occidental de Egipto.
El proyecto Sharq El Owainat es parte del programa electoral del presidente egipcio Hosni Mubarak desde la pasada  década e inaugurado en 2001. Fue introducido como la esperanza para generaciones futuras para huir del concurrido y limitado valle del Río Nilo y establecer comunidades nuevas en el desierto occidental. Los objetivos de proyecto para atraer inversores para cultivar un eventuales 240,000 feddans en 2017.
La fase inicial del proyecto resultado en 27,000 feddans de tierra de desierto estéril estuvo convertida a tierra fértil. Hay aproximadamente 400 pozos de agua y más de 250 en construcción. También hay un vivero que incluye 26 invernaderos.
Las diferentes actividades agrícolas que están siendo llevadas a cabo para exportación (principalmente a Europa).
El área tiene su hospital propio, comisaría de policía, líneas telefónicas y transmisión televisiva. Una planta de generación eléctrica es actual en construcción además de un matadero y procesamiento de carne unidad.
En agosto de 2009, la compañía agrícola de Emiratos Árabes Unidos, Janan, firmó un contrato de acuerdo para cultivar 100,000 feddans (aproximadamente 42,000 hectáreas) de tierra con trigo, maíz, y semillas. Este contrato también incluyó firmar un acuerdo con la aerolínea nacional de Egipto, EgyptAir Express (filial de EgyptAir), para operar un vuelo semanal de Aeropuerto Internacional de El Cairo al Aeropuerto Sharq El Owainat para poder llevar a cabo el tráfico de trabajadores e inversores y animar la inversión agrícola en la región.